# Біла Анна Вікторівна
А́нна Бі́ла (Давидова-Біла Ганна Вікторівна), нар. 12 вересня 1975, Донецьк — українська поетеса, критик, літературознавець, перекладач. Є учасницею літугрупування «OST», членкинею АУП.
Має науковий ступінь доктора філологічних наук, спеціальність — українська література, теорія літератури (рік присудження — 2006). Вчене звання — професор. Коло наукових зацікавлень: авангард, формалізм, стильові тенденції літератури, суб'єктна організація твору, сучасний літературний процес.
Загальна кількість наукових праць — більш як 200 публікацій, зокрема:
- 2 монографії («Образ автора в ліриці Івана Франка», Донецьк: Норд-Пресс, 2001; «Український літературний авангард: пошуки, стильові напрямки», К.: Смолоскип, 2006), науково-популярні видання «Футуризм», «Сюрреалізм», «Символізм» (всі — 2010, Київ, «Темпора»);
- 5 навчально-методичних посібників («Футуризм», «Символізм», «Методичні рекомендації до написання курсових, дипломних і магістерських робіт»), з яких 2 — у співавторстві («Методичний посібник з української літератури для підготовки студентів-бакалаврів, випускників спеціальності „Українська мова і література“ до державного іспиту», «Український текст ХХ століття у дзеркалі історії літератури»).
Від 2004 року є науковим керівником аспірантів, троє з яких захистили кандидатські дисертації (І.Юрова, Н.Поколенко, Т.Коваленко).

## Основні твори
Поетичні збірки
- «Відбиток» (2000),
- «Pas de chatte» (2001),
- «Субмарина для Маринетті» (2002)

Праці з літературознавства
- Давидова-Біла Ганна Вікторівна. Образ автора в ліриці І. Я. Франка: Дис… канд. філол. наук: 10.01.01 / Донецький держ. ун-т. — Донецьк, 1999. — 198л. — Бібліогр.: л. 180—197.
- Давидова-Біла Ганна Вікторівна. Український літературний аванґард: пошуки, стильові напрямки. : Дис… д-ра наук: 10.01.01 — 2005.